# ادوارد فایفر

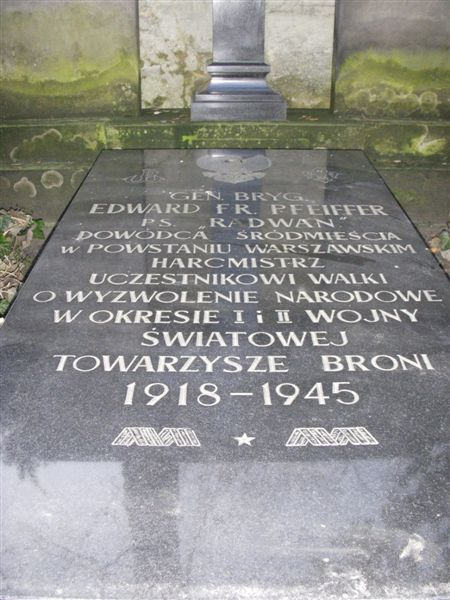
نمایی از سنگ‌مزار فرانچیشِک ادوارد فایفر - ۲۰۰۸

فرانچیشِک ادوارد فایفر (به لهستانی: Franciszek Edward Pfeiffer)‏ (۲۱ ژانویهٔ ۱۸۹۵ در لودز – ۱۳ ژوئن ۱۹۶۴ در لندن) فرمانده نظامی لهستانی و یکی از فرماندهان ارتش میهنی در طول قیام ورشو بود.
ادوارد فایفر در سال ۱۸۹۵ در خانواده‌ای متوسط در لودز متولد شد. او در دوران دبیرستان و در بین سال‌های ۱۹۱۲–۱۹۱۰ کمک کرد تا سازمان پیش‌آهنگی لهستان و یک سازمان تحصیلی مخفی به نام "Self-Help Collegial" که هدفش آموزش زبان لهستانی (که در بخش لهستانی امپراتوری روسیه ممنوع گشته بود) و مطالعهٔ تاریخ لهستان بود تأسیس شود. همچنین، این گروه کتاب‌هایی را که توسط نظام تزاری سانسور شده و ممنوع بودند توزیع می‌کرد.